# Richard Court
Richard Court AC (Nedlands, 27 november 1947) was de zesentwintigste premier van West-Australië.
Court is de zoon van voormalig premier van West-Australië Charles Court. Van 2017 tot 2020 was hij Australisch ambassadeur in Japan.

## Vroege jaren
Court werd in 1947 in West-Australië geboren. Zijn vader was Charles Court, voormalig premier van West-Australië, en zijn moeder Rita Maud Steffanoni. Court liep school aan de 'Dalkeith Primary School' en de 'Hale School'. Van 1964 tot 1968 studeerde hij aan de Universiteit van West-Australië.
In 1969 gaf hij les in 'industriële relaties' in de regio Pilbara. Vervolgens liep hij stage als manager bij 'American Motors' en de 'Ford Motor Company' in Detroit in de Verenigde Staten. Hij keerde terug West-Australië en leidde tussen 1970 en 1982 bedrijven in de fastfoodsector, de groothandel en in de jachtboten-kleinhandel.

## Politieke carrière
In 1981 werd Court lid van de 'Liberal Party'. Op 13 maart 1982 won hij tijdens een tussentijdse verkiezing de zetel van het kiesdistrict Nedlands voor het West-Australische lagerhuis. Hij volgde zijn vader op door wiens ontslag de zetel was vrijgekomen en de tussentijdse verkiezing had dienen plaats te vinden. Court zou nog zes maal herverkozen worden alvorens zelf zijn ontslag te geven.
Van 1984 tot 1993 was Court op verschillende tijdstippen over verschillende bevoegdheden schaduwminister. Van 1987 tot 1990 was hij de rechterhand van de oppositieleider. In 1992-93 was hij zelf oppositieleider. In 1993 verloor de regerende Labor Party de verkiezingen als gevolg van het 'WA Inc'-schandaal. Court werd op 16 februari 1993 premier van West-Australië en minister van financiën, ambtenarenzaken, federale zaken en toerisme. In 1996 werd de regering herverkozen. Court bleef premier van West-Australië en minister van financiën en ambtenarenzaken. Hij was van april 1996 tot januari 1997 ook minister van jeugd. In 2001 won Labor de verkiezingen. Court werd terug oppositieleider. Op 27 april 2001 gaf hij zijn ontslag als oppositieleider en lid van het lagerhuis. Hij verliet de politiek.
Courts regering had zich tot doel gesteld de staatsschuld te verlagen, de ambtenarij om te vormen en de economische groei te ondersteunen. Courts populariteit daalde tijdens zijn tweede termijn als gevolg van een aantal schandalen waaronder een schandaal over een native title-eis waarbij zijn broer Ken Court betrokken was en een financieel schandaal waarbij vele gepensioneerden hun spaargeld verloren.
In 2003 werd Court ter erkenning van zijn dienst aan het West-Australische parlement, de West-Australische bevolking en dan vooral de Aboriginesbevolking tot compagnon in de Orde van Australië benoemd. Dat jaar werd hem ook de Centenary of Federation Medal toegekend.

## Verdere carrière
Na de politiek te hebben verlaten werd Court consultant voor 'RF & Jo Court', voorzitter van 'GRD Minproc', voorzitter van 'Resource Investment Strategy Consultants', senior adviseur bij KPMG en gouverneur van de 'Western Australia Museum Foundation'.
Van 2017 tot 2020 was Court Australisch ambassadeur in Japan.